# Klimakterium
Klimakterium (přechod, klimax) je fáze v životě ženy, označující přechod z reproduktivní fáze do nereproduktivního stavu. 
Během této fáze dochází k útlumu funkce vaječníků a snížení tvorby hormonů estrogenu a progesteronu. Zastavuje se menstruační cyklus a nastává ztráta plodnosti – žena není schopna otěhotnět (přirozenou cestou; jsou ovšem známy případy umělého oplodnění).

Průběh klimakteria:
- premenopauza
- perimenopauza
- menopauza
- postmenopauza

Klimakterium přichází zhruba mezi 45. až 50. rokem věku ženy, jsou ovšem (i výrazné) odchylky oběma směry. Jeho začátek je individuální a závislý na řadě faktorů – dědičnost, rasa, někdy i faktor geografický. Menstruace je většinou slabší a kratší, stává se nepravidelnou – cykly se prodlužují až se menstruace ztratí docela (menopauza). Klimakterium je často doprovázeno řadou (někdy velmi) nepříjemných projevů a zdravotních problémů. Nejznámější, nejčastější a pro ženy nejnepříjemnější jsou časté návaly horka s pocením, zvýšené pocení obecně, poruchy spánku (nespavost), časté změny nálad, deprese, nesoustředěnost, závratě. V důsledku nedostatku estrogenu dochází k úbytku vody v pokožce, tedy ke zvýšené tvorbě vrásek a zrychleným stárnutím pokožky. Závažné jsou zdravotní potíže – možnost vzniku osteoporózy, sklony k nadváze, vysokému tlaku a zvýšeným hodnotám cholesterolu a z toho plynoucí zvýšené riziko kardiovaskulárních onemocnění; objevuje se močová inkontinence a zvýšené riziko zánětu močových cest.
U žen po chirurgickém odstranění vaječníků se příznaky mohou objevit náhle až dramaticky, protože hormonální hladiny v tomto případě neklesají postupně, nýbrž rychle a skokově. Čím mladší žena by takovou operaci podstoupila, tím výraznější mohou potíže být.
K potlačení těchto příznaků a zdravotních problémů se používají léky, které dodávají organismu chybějící hormony (estrogen), tzv. hormonální substituční terapie (HRT). Ne každá žena je ovšem snáší (jsou zatěžována játra – pak může přicházet v úvahu alternativa aplikace pomocí náplastí, často se dramaticky zvyšuje tlak).